# La Coupo Santo
La Coupo santo, ou cansoun de la coupo, fréquemment désignée comme l'hymne provençal, est un chant composé par Frédéric Mistral, à l'occasion de la remise de la coupe du même nom par les Catalans aux Provençaux. Cette coupe est en argent. La légende veut qu'elle ait été acquise grâce à une souscription, et que des écrivains et des hommes politiques catalans l'offrirent aux félibres provençaux lors d’un banquet qui se tint à Avignon le 30 juillet 1867, en remerciement de l’accueil réservé au poète catalan Víctor Balaguer, exilé politique en Provence en raison de son opposition au gouvernement d'Isabelle II d'Espagne. Cette coupe est l’œuvre du sculpteur Guillaume Fulconis et de l’argentier Jarry.

## Historique

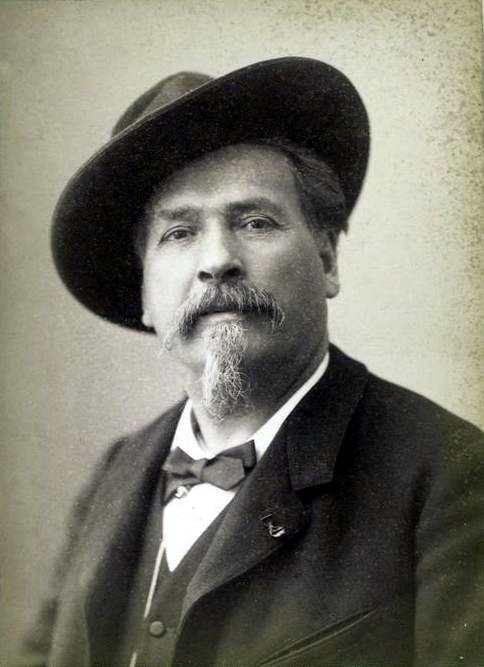
Portrait de Frédéric Mistral par Eugène Pirou

Le capoulié du Félibrige est traditionnellement le dépositaire de la coupe. Elle est présentée une fois par an lors du banquet qui se tient à l’occasion du congrès du Félibrige, la Santo Estello. Le banquet se termine par la cansoun de la Coupo qui fut écrite par Frédéric Mistral pour commémorer cet événement, sur la musique d’un noël attribué à Nicolas Saboly, mais en fait du frère Sérapion : Guihaume, Tòni, Pèire. Elle est considérée comme l'hymne du Felibrige, devenu ou présenté comme celui de la Provence tout entière,,, quand ce n'est pas celui de l'ensemble des pays d'oc.
Traditionnellement, la chanson est chantée dans son intégralité au  Banquet de La Coupe, lors de chaque Santo Estello, fête annuelle du Félibrige.  
La tradition est de ne pas applaudir à la fin. Toutefois, constatant de nombreuses entorses à cette règle, et à celle qui prévalait de ne chanter qu'assis les premiers couplets, le Félibrige s'est penché sur la question et a émis en 2017, sous la plume de son capoulié, une recommandation précisant :   

« le Félibrige préconise de se lever dès le premier couplet de la Cansoun de la Coupo et suggère de ne pas blâmer les personnes qui, dans l’enthousiasme, seraient tentées d’applaudir. »

En Provence, dans les cérémonies officielles ou officieuses, il était d'usage de ne chanter que le premier, le deuxième et le dernier couplet pour lequel on se levait. Dans le même avis, le Félibrige conseille, lors des occasions informelles où la chanson n'est pas chantée en intégralité, de chanter les couplets un, deux, quatre et sept.  

« Es uno conco de formo antico, supourtado pèr un paumié. I’a contro lou paumié, drecho e se regardant, dos gènti figurino que represènton coume sorre la Catalougno e la Prouvènço. »

La Coupe Sainte a été créée par le statuaire Louis Guillaume Fulconis (1818-1873).
Víctor Balaguer : 

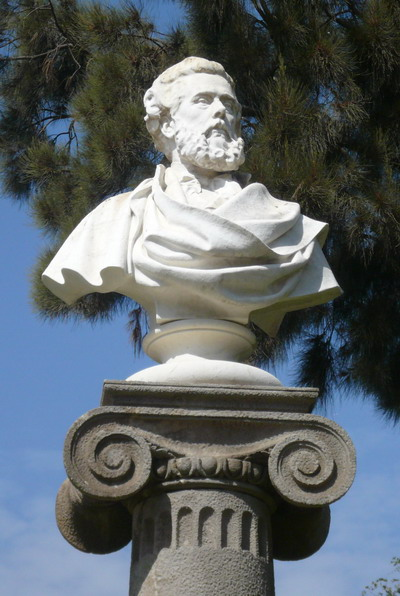
Buste de Victor Balaguer à Barcelone

« La Prouvènço a lou bras dre autour dóu còu de soun amigo, pèr ié marca soun amistanço ; la Catalougno met la man drecho sus soun cor e sèmblo ié dire gramaci.

Au pèd de chasco figurino, vestido latinamen e lou sen nus, i’a, dins un escussoun, lis armarié que la designon.

À l’entour de la conco e en deforo, escri sus uno veto envertouriado emé de lausié, se legisson li mot seguènt "Record ofert per patricis catalans als felibres provenzals per la hospitalitat donada al poeta catala Víctor Balaguer, 1867." »

Frédéric Mistral décrit ainsi la coupe en argent dans l'Armana prouvençau :

« E sus lou pedestau soun finamen gravado aquéstis àutris iscripcioun :

"Morta diuhen qu’es,

Mes jo la crech viva." (Víctor Balaguer) »

« Ah ! se me sabien entèndre !

Ah ! se me voulien segui ! (Frédéric Mistral) »

Le chant militaire et scout Je t'aime ô ma patrie est une adaptation libre de la Coupo Santo.

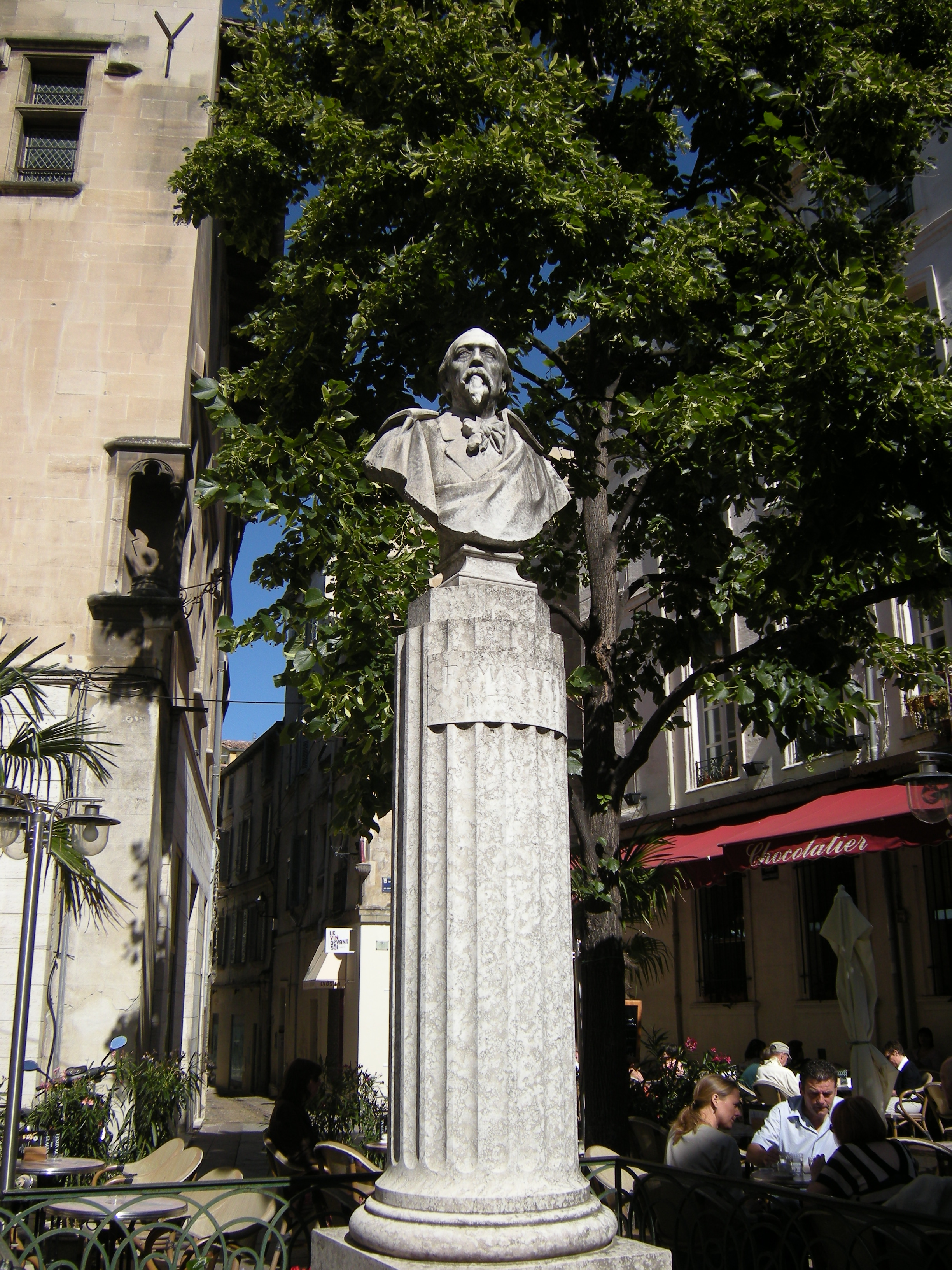
Buste de Frédéric Mistral à Avignon

## Paroles
| Provençal (graphie mistralienne d'origine) | Provençal (en graphie classique) | Français |
| --- | --- | --- |
| La Coupo Prouvençau, veici la Coupo Que nous vèn di Catalan A-de-rèng beguen en troupo Lou vin pur de noste plan refrin : Coupo Santo E versanto Vuejo à plen bord, Vuejo abord Lis estrambord E l'enavans di fort ! D'un vièi pople fièr e libre Sian bessai la finicioun ; E, se toumbon li felibre, Toumbara nosto nacioun refrin D'uno raço que regreio Sian bessai li proumié gréu ; Sian bessai de la patrìo Li cepoun emai li priéu. refrin Vuejo-nous lis esperanço E li raive dóu jouvènt, Dóu passat la remembranço, E la fe dins l'an que vèn, refrin Vuejo-nous la couneissènço Dóu Verai emai dóu Bèu, E lis àuti jouïssènço Que se trufon dóu toumbèu refrin Vuejo-nous la Pouësìo Pèr canta tout ço que viéu, Car es elo l'ambrousìo, Que tremudo l'ome en diéu refrin Pèr la glòri dóu terraire Vautre enfin que sias counsènt. Catalan, de liuen, o fraire, Coumunien tóutis ensèn ! refrin | La Copa Provençaus, vaicí la copa Que nos ven dei Catalans : A de rèng beguem en tropa Lo vin pur de nòste plant ! repic : Copa santa, E versanta, Vueja a plen bòrd, Vueja abòrd Leis estrambòrds E l'enavans dei fòrts ! D'un vièlh pòble fièr e libre Siam bessai la finicion ; E se tomban lei felibres, Tombarà nòsta nacion. repic D'una raça que regrelha Siam bessai lei promiers greus ; Siam bessai de la patria Lei cepons e mai lei prieus. repic Vueja-nos leis esperanças E lei raives dau jovent, Dau passat la remembrança E la fe dins l'an que ven. repic Vueja-nos la coneissença Dau verai e mai dau bèu, E leis autei joïssenças Que se trufan dau tombèu. repic Vueja-nos la poesia Per cantar tot çò que viu, Car es ela l'ambrosia Que tremuda l'òme en dieu. repic Per la glòria dau terraire Vautres enfin que siatz consents, Catalans de luenh, ò fraires, Comuniem toteis ensems ! repic | La Coupe Provençaux, voici la coupe Qui nous vient des Catalans. Tour à tour buvons ensemble Le vin pur de notre cru. refrain : Coupe sainte Et débordante Verse à pleins bords, Verse à flots Les enthousiasmes Et l'énergie des forts ! D'un ancien peuple fier et libre Nous sommes peut-être la fin ; Et, si tombent les félibres, Tombera notre nation. refrain D'une race qui regerme Peut-être sommes-nous les premiers jets ; De la patrie, peut-être, nous sommes Les piliers et les chefs. refrain Verse nous les espérances Et les rêves de la jeunesse, Le souvenir du passé Et la foi dans l'an qui vient. refrain Verse-nous la connaissance Du Vrai comme du Beau, Et les hautes jouissances Qui se rient de la tombe. refrain Verse-nous la Poésie Pour chanter tout ce qui vit, Car c'est elle l'ambroisie Qui transforme l'homme en Dieu. refrain Pour la gloire du pays Vous enfin qui êtes consentants nos alliés, Catalans, de loin, oh frères, Tous ensemble communions ! refrain |

Depuis les années 1990, la Coupo Santo, reprise comme hymne par le Rugby club toulonnais (RCT), est interprétée au début de certains matchs de gala joués par le club toulonnais à domicile ou des supporters de l'Olympique de Marseille.